# 彩世侑希
彩世 侑希（あやせ ゆき、1958年6月25日 - ）は、日本の女優。優企画所属。大阪府出身。身長 158 cm。体重 50 kg。血液型はB型。

## 人物
- 特技は華道[4][5]（未生流）[1]、茶道[4][5]（裏千家）[1]、乗馬[1][4][5]。
- 趣味は手芸[1][4][5]、エアロビクス[4][5]。
- 夫は俳優の藤井章満[5]。

## 略歴
- 1979年、関西芸術座付属演劇研究所入所[1]。
- 1980年、関西芸術座専攻科卒業。劇団伽羅倶梨（からくり）入団[1]。
- 1988年、劇団伽羅倶梨（からくり）退団[1]。

## 出演

### テレビドラマ
- 妻そして女シリーズ（毎日放送）
  - 愛の十字架（1982年）
  - 結婚の資格（1982年）
- 銀河テレビ小説 (NHK)
  - 二度のお別れ（1985年）
- しくじり鏡三郎 第7話（1999年、NHK）
- TEAM（1999年、フジテレビ） - 村上
- 金田一少年の事件簿 第8話「露西亜人形殺人事件」（2001年、日本テレビ）
- サントリーミステリー大賞スペシャル 運命が見える手（2003年、朝日放送）
- ウルトラQ dark fantasy 第17話「小町」（2004年、テレビ東京） - 敏江
- 冬の輪舞（2005年、東海テレビ・フジテレビ）
- 夏ドラ！ スペシャル・新幹線ガール（2007年、日本テレビ）
- 東京大空襲 第2話「邂逅」（2008年、日本テレビ）
- CHANGE（2008年、フジテレビ）
- ママと呼ばないで (TBS)
- 部長刑事（朝日放送）
- セカンドサイト

### テレビ番組
- 知ってるつもり?!（日本テレビ）
- いつみても波瀾万丈（日本テレビ）
- 中居正広の金曜日のスマたちへ (TBS)
- 奇跡体験!アンビリバボー（フジテレビ）
- 押阪忍のTVショッピング（テレビ朝日） - バイヤー
- 追跡!テレビの主役（テレビ東京）

### 映画
- 必殺4 恨みはらします（1987年）

### 舞台
- ヘンゼルとグレーテル - グレーテル
- 油揚げ食ったお嫁さん - 主演
- あくまで天使とダバダバダ - 主演
- ルパン818
- ファインドアウトオズの魔法使いより
- 名医先生
- イエスタディワンスモア - 主演

### CM
- 大川の田舎こんにゃく
- ナショナル
- 徳島のすだち